# Liste der äquatorialguineischen Botschafter in Deutschland
Die Botschaft befindet sich in Berlin.
| Ernannt / Akkreditiert | Botschafter                    | Bemerkungen                                                                   | Regierung von Äquatorialguinea | Regierung von Deutschland | Posten verlassen |
| ---------------------- | ------------------------------ | ----------------------------------------------------------------------------- | ------------------------------ | ------------------------- | ---------------- |
| Mai 1984               | Jesus Ela Abeme                | Sitz in Paris.                                                                | Teodoro Obiang Nguema Mbasogo  | Kabinett Kohl II          |                  |
| 1991                   | Pedro Edjang Mba Medja         | 1996 beim Neujahrsempfang von Roman Herzog, 2001 Botschafter in Bamako (Mali) | Teodoro Obiang Nguema Mbasogo  | Kabinett Kohl IV          |                  |
| 1996                   | Faustino Nguema Esono Afang    | Sitz in Paris                                                                 | Teodoro Obiang Nguema Mbasogo  | Kabinett Kohl V           |                  |
| 1997                   | Aurelio Mba Olo Andeme         | Sitz in Brüssel, Avenue Brugmann 295 B-1                                      | Teodoro Obiang Nguema Mbasogo  | Kabinett Kohl V           |                  |
| 27. Sep. 2005          | Cándido Muatetema Rivas        |                                                                               | Teodoro Obiang Nguema Mbasogo  | Kabinett Schröder II      |                  |
| 2014                   | vakant                         |                                                                               | Teodoro Obiang Nguema Mbasogo  | Kabinett Merkel III       |                  |
| 2016                   | Pantaleón Mayiboro Mico Nchama |                                                                               |                                |                           |                  |